# Oregon Route 66
Az Oregon Route 66 (OR-66) egy oregoni állami országút, amely kelet–nyugati irányban a 140-es út altamonti csomópontjától a 99-es út ashlandi elágazásáig halad.
A szakasz Green Springs Highway No. 21 néven is ismert.

## Leírás
Az útvonal a Klamath Falls délnyugati részén fekvő Stewart Lenox városrészből, a 97-es szövetségi országút és a 140-es út csomópontjától indul. Délnyugati irányban haladva átszeli Fairhaven települést, majd egy déli irányú kitérő után a Klamath-folyó felett áthaladva Kenóba érkezik. A wordeni elágazást elhagyva a pálya északnyugatra, majd nyugatra fordul, ezután a John C. Boyle-víztározót keresztezve Pinehurstot és Mountain View-t szeli át, közben elhalad a Pinehursti állami repülőtér mellett, majd Lincolnba érkezik. A pálya nyugat felé kanyarodva elágazik az Interstate 5 déli szakaszainak elérését biztosító 273-as út felé, majd Ashlandet elérve az autópálya felett haladva a 99-es út redwoodi elágazásához érkezik.